# Chief Data Officer
Der Chief Data Officer (CDO) ist im englischsprachigen Raum die Bezeichnung für eine Person, welche die Verantwortung für das Datenmanagement der Unternehmung trägt. In Abweichung zum CIO (Chief Information Officer) kümmert sich der CDO weniger um die technischen Fragen der Datenverarbeitung, sondern vielmehr um Daten als Vermögensgegenstand (Asset), deren Entstehung und Verwendung im Sinne des Unternehmens verwaltet werden muss. Entsprechend verantwortet der CDO die planvolle Verwaltung (Management) über Entstehung, Verwendung und Qualitätssicherung der Daten. Hinzu kommen Aufgaben der Datensicherheit und gelegentlich auch des Datenschutzes.
In der sehr aus dem angelsächsischen Raum geprägten Tätigkeit, finden sich in Bezug der Daten auf die betriebliche Wertschöpfung Begriffe wie Data Governance (Steuerung der Datenverwendung), Data Architecture (Konzeption und Planung der Datenquellen und Datenkonsumenten) und Data Quality (Sicherstellung der inhaltlichen Qualität der Daten).  In diesem Sinne erfüllt der CDO eine Vorstufe zu einer erfolgreichen Datenanalyse, da sämtliche Formen von Datenanalyse und deren Weiterentwicklungen wie Machine Learning und Artificial Intelligence von qualitativ hochwertigen Daten abhängig sind.  Der CDO berichtet in der Regel an den Chief Executive Officer oder Chief Operating Officer, seltener an den Chief Technology Officer.
Mit der Zunahme von Informationstechnik innerhalb von Firmen gewann auch das Business Intelligence, die Informationsintegration und die Datenverarbeitung zunehmend an Bedeutung. 